# Suur Munamägi

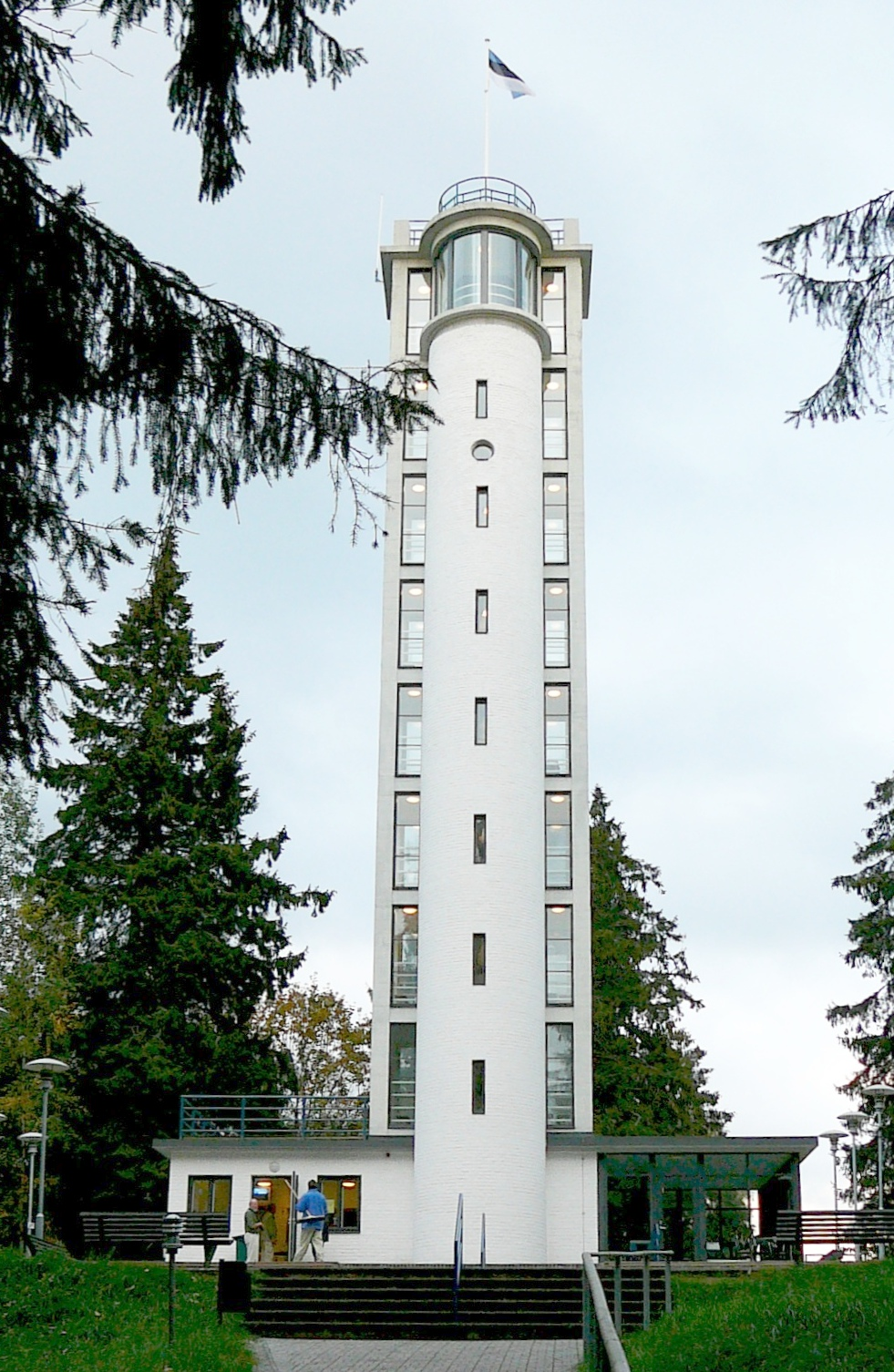
Aussichtsturm

Der Suur Munamägi (dt. Großer Eierberg) im Haanja-Höhenzug ist mit 318 m Seehöhe die höchste Erhebung Estlands und zugleich des Baltikums. Der Berg liegt in der Region Võrumaa unweit des Dorfes Haanja im Südosten Estlands, in der Nähe der Grenzen zu Lettland und Russland. Die Landschaft im Bereich des Gipfels ist sanft hügelig, prägend sind dichte Nadelholzwälder unterbrochen von Wiesen (Grünlandwirtschaft). Der Höhenzug besteht aus kristallinem Gestein. Dadurch, dass kein Wasser in diesem Gestein versickert, gibt es viele kleine Teiche und Seen in unmittelbarer Umgebung des Gipfels.
Ein erster Aussichtsturm am Gipfel wurde bereits um 1816 durch Friedrich Georg Wilhelm Struve als Triangulierungspunkt für die Triangulation von Livland errichtet. 1939 wurde am Gipfel eine Berghütte mit einem neu errichteten 26 Meter hohen Aussichtsturm errichtet. Der Aussichtsturm wurde 1969 renoviert, um ein weiteres Geschoss ergänzt (die heutige Höhe der Aussichtsplattform über Grund beträgt 29 m) und mit einem Lift versehen, der bereits seit dem Zerfall der Sowjetunion bis 2005 nicht mehr in Betrieb war und abgebaut wurde. In dieser Zeit musste die Treppe benutzt werden. Seit 2005 ist der Aufstieg wieder durch einen neu eingebauten Lift möglich. Im Turm befindet sich eine Ausstellung über die Natur der Region Võrumaa. Den Gipfel selbst kann man leicht zu Fuß erreichen, es führt ein Wanderweg von einem Parkplatz (gekennzeichnet mit Suur Munamägi) auf den Gipfel. Der Parkplatz ist auch mit dem Linienbus aus Võru erreichbar. Die Gehzeit von dort bis zur Aussichtswarte am Gipfel beträgt etwa 20 Minuten.